# Stenosphenus protensus
Stenosphenus protensus là một loài bọ cánh cứng trong họ Cerambycidae.